# Perschling (vattendrag)
Perschling är ett vattendrag i Österrike.   Det ligger i förbundslandet Niederösterreich, i den nordöstra delen av landet, 30 km väster om huvudstaden Wien.
Trakten runt Perschling består till största delen av jordbruksmark. Runt Perschling är det ganska tätbefolkat, med 179 invånare per kvadratkilometer.